# Egoria malashichevi
Egoria malashichevi — викопний вид примітивних саламандр, що існував у юрському періоді. Описаний у 2020 році.

## Назва
Вид названо на честь російського палеонтолога Ігора Малишевича (1973-2018), який займався вивченням викопних саламандр.

## Рештки
Рештки амфібії виявлені у відкладеннях Ітатської формації у Березовському кар'єрі в Красноярському краї Росії. Описаний з решток чотирьох хребців — атланта та трьох грудних хребців.

## Опис
За оцінками, саламандра сягала 20 см завдовжки.